# Rødkronet rosenfinke
Rødkronet rosenfinke (latin: Haemorhous cassinii) er en spurvefugl, der lever i det vestlige Nordamerika.